# Ветово
Ветово (болг. Ветово) — город в Болгарии. Находится в Русенской области, входит в общину Ветово. Население составляет 4506 человек (2022).

## Политическая ситуация
Кмет (мэр) общины Ветово — Рейхан Ахмед Хабил (Движение за права и свободы (ДПС)) по результатам выборов.